# Burtonwood and Westbrook
Burtonwood and Westbrook è una parrocchia civile dell'Inghilterra, appartenente alla contea del Cheshire.